# Slag bij Johnsonville
De Slag bij Johnsonville vond plaats op 4 november en 5 november 1864 in Benton County en Humphreys County, Tennessee tijdens de Amerikaanse Burgeroorlog. Luitenant-generaal Richard Taylor gaf het bevel aan generaal-majoor Nathan Bedford Forrest om het Noordelijke depot in Johsonville, Tennessee aan te vallen. Na een rit van 23 dagen door westelijke Tennessee kon Forrest bij Johnsonville verschillende vijandelijke boten tot zinken brengen en voor miljoenen dollar aan schade toebrengen. Hierdoor werd de aanvoer bemoeilijkt van de Noordelijke generaal-majoor George H. Thomas in Nashville.

## Achtergrond
Een van de belangrijkste aanvoerroutes voor de Noordelijke strijdkrachten in Tennessee was de rivier de Tennessee. De voorraden werden per boot tot  in Johnsonville gebracht waar ze werden overgeladen in treinen die verder reden naar Nashville. In de herfst van 1864 waren die voorraden voornamelijk bestemd voor het Army of the Cumberland onder leiding van generaal-majoor George H. Thomas.
Luitenant-generaal Richard Taylor gaf Forrest het bevel om een grootschalige raid uit te voeren in westelijk Tennessee om de Noordelijke aanvoerlijnen naar Nashville te vernietigen waar Thomas zijn leger verzamelde om het op te nemen tegen Hood. Forrests eerste doel was Fort Heiman (die de Noordelijken in februari 1862 tijdens de Slag om Fort Henry hadden veroverd) langs de Tennessee ten noorden van Johnsonville. Indien dit fort opnieuw in Zuidelijke handen viel, viel de scheepvaart stroomopwaarts stil. Op 24 oktober vertrok Forrest om het fort op 28 oktober te bereiken. Daar stelde hij zijn artillerie op. Op 29 oktober en 30 oktober kon hij dankzij zijn artillerie de stoomboten Mazeppa, Anna en Venus veroveren. Ook de Noordelijke kanonneerboot Undine viel in zijn handen. Alle scheepvaart op de rivier werd gestaakt.
Forrest liet de Undine en Venus herstellen om in te zetten als een klein flottielje om de aanval op Johnsonville zelf te ondersteunen. Op 1 november 1864 vertrokken zijn schepen richting de Noordelijke stad. De cavalerie volgde maar werd opgehouden door de slechte wegen. Op 2 november werden Forrests schepen uitgedaagd door de Noordelijke kanonneerboten Key West en Tawah. De Venus liep aan de grond en werd heroverd door de Noordelijken. De Noordelijken stuurden zes andere kanonneerboten vanuit Paducah, Kentucky die op 3 november een artillerieduel uitvochten met de Zuidelijke artillerie bij Reynoldsburg Island bij Johnsonville. De schepen hadden de grootste moeite om de kanonnen het zwijgen op te leggen.

## De slag
’s Avonds op 3 november 1864 stelde Forrest bevelhebber van de artillerie, kapitein John Morton zijn kanonnen op tegenover Johnsonville. De volgende ochtend werden de Undine en de Zuidelijke batterijen aangevallen door drie kanonneerboten uit Johnsonville en de zes kanonneerboten van Paducah. De Undine werd verlaten en vernietigd. De Zuidelijke artillerie slaagde er wel in om de Noordelijke schepen te neutraliseren.
Daarna begon de Zuidelijke artillerie het depot en de werven in de stad te beschieten. Alle drie de Noordelijke kannoneerboten Key West, Tawah en Elfin werden uitgeschakeld. De Noordelijke bevelhebber in de stad liet alle bevoorradingsschepen verbranden zodat ze niet in Zuidelijke handen zouden vallen.

## Gevolgen
Forrest bracht enorme schade aan en had zelf maar twee gesneuvelden en negen gewonden te betreuren. Hij beschreef de toegebrachte schade als volgt: vier kanonneerboten, veertien transportschepen, twintig barges, zesentwintig kanonnen, honderdvijftig gevangenen en ter waarde van 6.7 miljoen dollar aan toegebrachte schade. Een ander gevolg was dat het Noordelijke opperbevel Shermans plan om naar de zee op te rukken in twijfel trok. Misschien was het beter om eerst Hood te verslaan. Forrests cavaleristen werden na hun strijd bij Johnsonville door hevige regenval opgehouden. Uiteindelijk bereikten ze Corinth, Mississippi op 10 november. Tijdens de raid voegde P.G.T. Beauregard Forrests eenheid toe aan Hoods Army of Tennessee. Hood verkoos om zijn opmars te staken tot Forrest zich bij hem had gevoegd. Dit zou gebeuren op 16 november.